# Montezumia duckei
Montezumia duckei är en stekelart som beskrevs av Abraham Willink 1982.
Montezumia duckei ingår i släktet Montezumia och familjen Eumenidae. Inga underarter finns listade i Catalogue of Life.